# Крауцец, Марья
Марья Крауцец (в.-луж. Marja Krawcec, 1 ноября 1948 года, Ворклецы, Верхняя Лужица, ГДР — 14 апреля 2014 года, Смекчецы, Верхняя Лужица, Германия) — лужицкая поэтесса, журналистка и переводчица.

## Биография
В 1965—1969 году обучалась в Серболужицком педагогическом институте. Затем продолжила своё обучение в Серболужицкой политехнической школе в деревне Ральбицы, которую окончила в 1978 году. В последующие годы изучала литературоведение в Литературном институте в Лейпциге (1978—1981). Издала под руководством Кито Лоренц дебютный поэтический сборник «Kraj před špihelom».
С 1990 года работала языковедом в серболужицкой организации «Домовина» и журналисткой программы «Serbski rozhłós» на радиостанции «Mitteldeutscher Rundfunk». Писала сценарии, в частности — радиопередачи «Rozhłosowa swójba».
Автор нескольких детских книг.
Поэзия
- Kraj před špihelom, 1981.
- Bosy přez šćernišćo, 1986.
- Sudźeńca wosrjedź dwora, 1992.
- Ralbitzer Sonntag : Gedichte, 1993.

Детская литература
- Knjez Mróz a knjeni Zyma, 1989
- Wjelika rěpa a druge bajki.